# Personaggi dell'Hellaverse

Alcuni personaggi principali nell'ultima puntata della prima stagione di Hazbin Hotel: da sinistra: Cherri Bomb, Angel Dust, Lucifero, Charlie, Alastor, Vaggie, Niffty e Husk

Qui di seguito sono elencati i personaggi dell'Hellaverse, franchise per adulti creato da Vivienne Medrano comprendente la webserie Helluva Boss e la serie Prime Video Hazbin Hotel.
Molti dei personaggi erano stati creati originariamente per il webcomic ZooPhobia.

## Personaggi principali diHazbin Hotel

### Charlie Stella del Mattino
Charlotte "Charlie" Stella del Mattino (Charlotte "Charlie" Morningstar) (stagione 1-in corso) è la principessa dell'Inferno e fondatrice dell'Hazbin Hotel. Charlie è la figlia di Lucifero Stella del Mattino e Lilith ed è dotata di un animo buono, gioviale ed ottimista, nonostante l'ambiente in cui è cresciuta. Ama profondamente il suo popolo e, per questo motivo, decide di aprire l'Hazbin Hotel nella speranza di risparmiargli il massacro annuale da parte degli angeli.  Charlie è una persona pacifica ma, se spinta troppo oltre (solitamente quando viene minacciata la sicurezza delle persone a lei care), fa emergere un lato più oscuro della sua personalità e si dimostra in grado di usare il suo potere per attaccare. È dichiaratamente bisessuale, infatti ha avuto una relazione con un demone maschio prima di mettersi con Vaggie. Inizialmente non è a conoscenza della natura angelica della compagna, sebbene, dopo l'iniziale shock, la accetti pienamente. Ha un carattere piuttosto ingenuo che la porta a riporre la sua fiducia nelle persone anche quando non la meritano, motivo per cui generalmente la popolazione dell'Inferno la vede in modo irrisorio e non le porta rispetto, incluso il progetto dell'hotel. Tuttavia, con il tempo, i residenti dell'Hazbin Hotel finiscono per affezionarsi a lei. Quando l'albergo viene distrutto durante lo scontro con Adamo e Sir Pentious ha perso la vita, credendo di aver fallito, sembra pronta ad arrendersi finché suo padre e i suoi amici non la spingono a non mollare e a ricostruire insieme a loro l'albergo più grande e più accogliente di prima.
In originale è doppiata da Erika Henningsen mentre in italiano da Rossa Caputo.

### Vaggie
Vaggie (stagione 1-in corso) è la manager dell'Hazbin Hotel nonché la fidanzata di Charlie. Supporta enormemente la compagna e, nonostante il carattere irascibile, è una persona molto razionale, e si occupa di gestire l'immagine pubblica dell'hotel. È lesbica e in passato era una dei migliori angeli esorcisti ma, dopo aver mostrato pietà per un bambino demone durante uno sterminio, è stata attaccata da Lute, mutilata di ali e dell'occhio sinistro (per questo porta una benda grigia e segnata con una X rossa) e cacciata dal Paradiso. Dopo essere stata soccorsa da Charlie (a cui inizialmente ha nascosto la propria natura angelica) le due si sono innamorate, sentimento che nel tempo ha permesso a Vaggie di riacquisire le ali. Originariamente era un personaggio di ZooPhobia chiamata "Vaggie Motha".
In originale è doppiata da Stephanie Beatriz mentre in italiano da Giulia Franceschetti.

### Angel Dust
Angel Dust (stagione 1-in corso), il cui vero nome è Anthony, è un demone dall'aspetto di ragno umanoide maschio androgino, ed una nota pornostar omosessuale nonché il primo volontario del programma di riabilitazione di Charlie, sebbene inizialmente non prenda sul serio l'iniziativa e voglia soltanto un posto dove alloggiare gratis. Giunto all'Inferno, ha stretto un patto col Signore Supremo Valentino, cedendogli l'anima in cambio della fama; subisce continui abusi sia fisici che psicologici dal suo capo sul posto di lavoro, ragione per cui ha sviluppato un comportamento insolente ed erotomane, nonché atteggiamenti autodistruttivi, per nascondere il suo carattere sensibile ed alleviare il dolore che lo affligge. È di origini italiane e parla fluentemente sia l'italiano, sia l'inglese. Ha un maialino domestico di nome Porchetta, a cui è estremamente affezionato, e la sua migliore amica è Cherri Bomb; nonostante il loro rapporto inizialmente conflittuale, nel corso della prima stagione stringe un forte legame con Husk, in quanto i due scoprono di essere accomunati dall'aver venduto le loro anime a dei Signori Supremi. Durante la permanenza all'hotel finisce per affezionarsi agli altri ospiti, diventando anche protettivo nei loro confronti, e lo difende assieme a loro durante l'attacco degli angeli esorcisti, dando prova di essere davvero migliorato. È molto abile nel maneggiare le armi da fuoco, in particolare le mitragliatrici, e possiede un paio di braccia retrattili che estrae all'occorrenza. È deceduto nel 1947 per un'overdose di farmaci e il suo soprannome infernale deriva dalla Polvere d'Angelo. Originariamente era un personaggio di ZooPhobia.
In originale è doppiato da Blake Roman mentre in italiano da Riccardo Suarez.

### Alastor
Alastor (stagione 1-in corso), noto anche come il "Demone della Radio" (Radio Demon), è un eccentrico Signore Supremo dell'Inferno con fattezze simili a un windigo. Deceduto nel 1933, in vita era un serial killer e un conduttore radiofonico, che una volta giunto all'Inferno, si è rapidamente fatto un nome uccidendo molti dei Signori Supremi più potenti per poi trasmettere le loro urla di dolore via radio. Tende a rigettare ogni forma di tecnologia moderna, in favore di quella dei suoi tempi ed è caratterizzato dal perenne sorriso che usa, a detta del personaggio, come "arma" per celare le sue vere emozioni. Tornato in circolazione dopo sette anni di assenza all'inizio della serie, si offre di aiutare Charlie a gestire l'Hazbin Hotel, dicendosi desideroso di vedere i demoni cercare di redimersi solo per fallire miseramente; tuttavia viene successivamente rivelato vi siano altre ragioni dietro le sue azioni e che sia vincolato a sua volta ad un patto con un individuo ignoto. Ha poche amicizie sincere, tra cui Niffty e Rosie, un rapporto brusco con Husk, il quale gli ha venduto l'anima, ed una forte rivalità con le Tre V, in particolare Vox, avendo rifiutato di unirsi a loro in passato. È asessuale e aromantico. Originariamente era un personaggio di ZooPhobia. 
In originale è doppiato da Amir Talai mentre in italiano da Nanni Baldini.

### Husk
Husk "Husker" (stagione 1-in corso) è un demone burbero, alcolizzato e ludopatico, il cui aspetto è quello di un gatto alato antropomorfo a tema casinò. Lavora come barista all'Hazbin Hotel. Si ritiene sia deceduto tra gli anni 60 e gli anni 70. Un tempo era un Signore Supremo, ma ha venduto la sua anima ad Alastor per via dei suoi debiti di gioco; come conseguenza ha perso il suo status ed il Demone della Radio esercita su di lui un dominio assoluto. Nonostante il carattere facilmente irritabile, Husk si dimostra anche saggio ed empatico mostrando dunque di avere un lato più buono. Inizialmente mal sopporta Angel Dust per i suoi comportamenti provocanti, ma successivamente stringe con lui una solida amicizia dopo aver appreso i suoi tormenti, e che entrambi sono accomunati dall'aver venduto la loro anima a un Signore Supremo. Usa carte taglienti e dadi da gioco esplosivi come armi da combattimento. Originariamente era un personaggio di ZooPhobia. È pansessuale.
In originale è doppiato da Keith David mentre in italiano da Neri Marcorè.

### Niffty
Niffty (stagione 1-in corso) è una demone ciclope dal corpo minuto, con un comportamento iperattivo. Si ritiene sia deceduta negli anni '50. È ossessionata dalla pulizia e dai "cattivoni" (bad guys in originale). È stata convocata da Alastor, di cui sembra essere molto amica, per servire come cameriera e governante dell'Hazbin Hotel. Appare come una creatura dallo scarso intelletto, nonostante il suo atteggiamento sia spesso inquietante e macabro, è piuttosto dolce e tendenzialmente non ha cattive intenzioni. Durante lo scontro con gli angeli, uccide Adamo pugnalandolo alla schiena. Si paralizza completamente quando viene ripresa da una videocamera. È l'unico personaggio etero del cast principale.
In originale è doppiata da Kimiko Glenn mentre in italiano da Sara Ciocca.

### Sir Pentious
Sir Pentious (stagione 1-in corso) è un demone cobra antropomorfo dell'era vittoriana ed un abile inventore. Deceduto nel 1888, viene reclutato da Vox per spiare Alastor, ma dopo essere stato scoperto e bruscamente licenziato, Charlie gli offre una seconda possibilità e lui sceglie di restare all'Hazbin Hotel poiché colpito dalla compassione di quest'ultima. È sempre accompagnato da piccole uova senzienti che gli fanno da servitori chiamati Ovetti (Egg Boiz), cui è chiaramente affezionato. Il copricapo sulla sua testa ha un occhio e una bocca dentata sulla facciata frontale che riflette lo stato d'animo di Sir Pentious. Finirà per stringere una forte amicizia con tutti all'Hazbin Hotel, soprattutto con Angel Dust, Husk e Niffty. Innamorato della vecchia rivale Cherri Bomb, le confessa i suoi sentimenti nel corso della battaglia contro gli angeli, baciandola appassionatamente per poi sacrificarsi nel tentativo di sconfiggere Adamo, che lo uccide con facilità. Tale atto gli permette di redimere la propria anima e di rinascere in Paradiso come creatura angelica, diventando la prima anima redenta dell'Inferno. 
In originale è doppiato da Alex Brightman mentre in italiano da Edoardo Stoppacciaro.

## Personaggi ricorrenti diHazbin Hotel

### Sovrani infernali
L'Inferno è basato su una grezza gerarchia definita dal potere, in cima alla quale troviamo la Famiglia Reale. Quest'ultima è composta da Lucifero e Lilith, sovrani assoluti e prime due creature ad essere state esiliate, e dalla loro unica figlia ed erede, la principessa Charlie.
- Lucifero Stella del Mattino (Lucifer Morningstar)  (stagione 1-in corso): re dell'Inferno e padre di Charlie, rappresenta il "Peccato della Superbia". In origine era un angelo serafino del Paradiso, dove era considerato un "agitatore" perché aveva idee diverse su come plasmare la creazione che non erano ben accette dagli altri angeli. Dopo essersi innamorato di Lilith, ha convinto Eva a mangiare il Frutto della Conoscenza, liberando il male sulla Terra e creando l'Inferno, dove fu bandito assieme alla compagna; in seguito, i due si sposarono ed ebbero Charlie, per poi separarsi diversi anni dopo. Lucifero ricopre il ruolo di sovrano dell'Inferno in maniera indifferente e ha una mediocre considerazione dei demoni, ma nonostante le diversità di vedute, nutre per la figlia un amore genuino e profondo. Porta sempre con sé il suo bastone da passeggio con il pomolo a forma di mela e, per combattere la depressione, crea continuamente paperelle di gomma. Può trasformarsi in vari tipi di animale. In originale è doppiato da Jeremy Jordan[14] mentre in italiano da Fabrizio Vidale.
- Lilith (stagione 1-in corso): la prima donna, nonché la prima moglie di Adamo che ha lasciato per poi innamorarsi di Lucifero, con cui è stata bandita all'Inferno. Nei primi tempi è stata Lilith la vera guida dell'Inferno, che prosperò sotto il suo dominio. Sette anni prima dell'inizio della narrazione è scomparsa nel nulla e, al termine della prima stagione, si scopre che ha fatto un accordo ignoto con il Paradiso per rimanere lì, sebbene tale accordo venga annullato con la morte di Adamo.

### Signori Supremi
I Signori Supremi (Overlords) sono demoni che un tempo erano anime mortali e hanno acquisito grande potere una volta giunti all'Inferno. Sebbene il regnante sia Lucifero sono i Signori Supremi che governano il Girone della Superbia e non è chiaro in quale modo un'anima infernale possa ottenere tale autorità. I Signori Supremi possono ottenere il controllo dell'anima di un'altra persona con il suo consenso tramite un patto suggellato da entrambe le parti, ciò permette al Signore Supremo di ottenere un dominio totale sul possessore dell'anima che si manifesta sotto forma di catena.
- Carmilla Carmine (stagione 1-in corso): gestisce l'omonima azienda Carmine che guadagna rifornendo di armi i demoni, dopo ogni sterminio, recupera armi angeliche per rivenderle all'Inferno. Indossa una calzamaglia da ballerina fatta in realtà di acciaio angelico che usa come arma per combattere. Pur essendo il primo demone ad essere mai riuscita a uccidere un angelo esorcista, lo tiene segreto in quanto lo ha fatto solo per proteggere le sue figlie, Clara e Odette, temendo le conseguenze che una guerra potrebbe avere su di loro. Accetta però di cedere le armi angeliche a Charlie e Vaggie per permettere loro di armare i demoni quando Adamo e gli angeli esorcisti attaccano l'Hazbin Hotel. In originale è doppiata da Daphne Rubin-Vega[14] mentre in italiano da Antonella Baldini (dialoghi) e Flavia Astolfi (canto).
- Le Tre V (The Vees) sono un trio di Signori Supremi che lavorano insieme:
  - Vox (stagione 1-in corso), noto anche come il "Demone della Televisione" (TV Demon): è un demone bisessuale con la testa a forma di televisore a schermo al plasma che gestisce una società tecnologica, la VoxTek Enterprises. Deceduto negli anni 50 mentre era un magnate della televisione, ha un'aspra rivalità con Alastor, con cui si contende il pubblico dell'Inferno e per il quale sembra provare un odio ossessivo. Grazie alla propaganda psicologica e alla manipolazione che attua sugli abitanti dell'Inferno riesce a controllarli facilmente, aiutato anche dal suo occhio sinistro, che ipnotizza le persone tramite onde radio. Dopo la battaglia contro gli angeli esorcisti, credendo che Alastor sia morto, Vox pianifica con Valentino e Velvette di estendere il loro controllo su tutto l'Inferno divenendone i padroni supremi. Ha una relazione sessuale altalenante con Valentino, sebbene lui stesso mal sopporti il suo carattere violentemente irascibile. Per lui l'immagine e l'impressione che trasmette sono essenziali, poiché li reputa il modo migliore per conquistare e infondere sicurezza. Spia di continuo l'Hazbin Hotel tramite droni o telecamere, ed Alastor lo provoca spesso mediante i suoi stessi mezzi. In una sua foto con Valentino è visibile che precedentemente era una televisione catodica ed aveva entrambe le antenne radio intatte. In originale è doppiato da Christian Borle[7] mentre in italiano da Oreste Baldini.
  - Valentino (stagione 1-in corso): un demone falena ispanico pansessuale, titolare della casa di produzione pornografica più importante di tutto l'Inferno. Indossa solitamente una pelliccia che lo copre fino ai piedi, che in realtà sono le sue ali. Deceduto negli anni 70, detiene l'anima di Angel Dust, la sua più grande star, di cui spesso abusa fisicamente e psicologicamente, oltre che sfruttarlo per piacere personale. Al di là del lavoro Valentino ha un carattere impulsivo e violento, ragion per cui spesso deve essere rabbonito da Vox, con cui ha una relazione. In originale è doppiato da Joel Perez[7] mentre in italiano da Giorgio Borghetti.
  - Velvette (stagione 1-in corso): demone bambola con le fattezze di una ragazzina di origini britanniche; è l'unica donna del trio, è lesbica e si occupa di gestirne l'immagine pubblica oltre che ad essere la più famosa stilista dell'inferno ed è l'unica ad aggiornare costantemente il proprio look e l'acconciatura. Superficiale, impertinente ed arrogante, porta quasi sempre in mano il proprio smartphone e mostra una totale irriverenza nei riguardi degli altri Signori Supremi, soprattutto Carmilla Carmine e Zestial, da lei ritenuti poco ambiziosi. In originale è doppiata da Lilli Cooper[15] mentre in italiano da Margherita De Risi.
- Rosie (stagione 1-in corso): proprietaria del più importante emporio dell'inferno nonché leader dei cannibali, è la migliore amica di Alastor. Aiuta Charlie a reclutare i suoi uomini per difendere l'Hazbin Hotel in vista dell'attacco delle schiere angeliche. Aiuta con i suoi consigli Charlie a ricongiungersi con Vaggie, dimostrando di essere anche dolce e materna, oltre che autoritaria. In originale è doppiata da Leslie Kritzer[15] mentre in italiano da Ilaria Latini.
- Zestial Morde (stagione 1-in corso): un demone ragno che si esprime con una parlata shakespeariana nonché il più antico dei Signori Supremi. Amico intimo di Carmilla, è un individuo riflessivo che preferisce affrontare i problemi con razionalità senza farsi trasportare dall'impulsività. In originale è doppiato da James Monroe Iglehart[15] mentre in italiano da Marco Manca.
- Zeezi Zilla, conosciuta anche come Miss Zilla: una gigantesca demone dalle fattezze di un tirannosauro rosa, Scene queen e con dei lunghi capelli verdi. È la più grande fisicamente dei Signori Supremi e sembra avere un carattere molto allegro ed energico. In originale è doppiata da Alex Newell[16] mentre in italiano da Sara Imbriani.
- Nergal: è un Signore Supremo di cui si sa ancora poco, caratterizzato da un teschio circondato da una fiamma blu con corna di cervo. È doppiato in italiano da Massimo Lodolo.

### Abitanti dell'Inferno
Oltre alla Famiglia Reale e ai Signori Supremi dell'Inferno, altri esseri che vi risiedono sono i Peccatori, che originariamente erano esseri umani, e i nativi infernali (Hellborns).
- Cherri Bomb (stagione 1-in corso): una demone ciclope dinamitarda di origini australiane bisessuale, nonché la migliore amica di Angel Dust, sempre pronta a consolarlo e a farlo divertire per non pensare alle violenze di Valentino, e la rivale di Sir Pentious in numerose battaglie di quartiere. Deceduta negli anni 80, ha l'abitudine di lanciare sempre delle bombe a mano. Inizialmente è indifferente riguardo alla riuscita dell'Hotel, ma in seguito al sacrificio di Sir Pentious e alla sua confessione di amarla decide di aiutare i residenti a ricostruire l'albergo. In originale è doppiata da Krystina Alabado[17] mentre in italiano da Giuppy Izzo e da Rossa Caputo nel canto del corto Addict.
- Uovini (Egg Boiz) (stagione 1-in corso): i fedeli servitori di Sir Pentious, chiamati anche "Ovetti"; hanno l'aspetto di uova antropomorfe, solitamente fanno discorsi complottisti e senza senso che non prende mai sul serio nessuno. Il loro leader sembra essere Frank il quale è anche il più intelligente del gruppo, nonché l'unico il cui nome venga menzionato. Quando Sir Pentious si sacrifica per cercare di fermare Adamo, vengono tutti uccisi eccetto Frank. In originale sono doppiati da Blake Roman[18] mentre in italiano da Francesco Venditti.
- Clara e Odette Carmine: sono le figlie di Carmilla, appaiono come due ragazze giovani, nell'aspetto sono simili alla madre, lavorano insieme a lei nell'attività di contrabbando di armi angeliche. Sono molto legate alla madre, la quale a sua volta è pronta a tutto pur di proteggerle, infatti ha ucciso un angelo esorcista per salvarle. Clara è doppiata in italiano da Sara Imbriani.
- Katie Killjoy: la ricca, spietata, violenta, omofoba ed egocentrica conduttrice di 666 News, il principale notiziario dell'Inferno. Durante la trasmissione è solita insultare gratuitamente chiunque e maltrattare ospiti e colleghi. Il personaggio è basato su Bryce Tankthrust, personaggio di una webserie di Brandon Rogers.[19] In originale è doppiata dallo stesso Rogers[15] mentre in italiano da Roberto Fedele.
- Tom Trench: un demone che indossa una maschera antigas, conduttore di 666 News assieme a Katie Killjoy, dalla quale viene costantemente maltrattato ed umiliato sia fisicamente che verbalmente. In originale è doppiato da Amir Talai.[18]
- Mimzy (stagione 1-in corso): demone bassa e paffuta, vecchia amica di Alastor in quanto lo conosceva da quando erano ancora entrambi in vita.[20] Si trova costantemente nei guai con altri demoni e si rifugia da quest'ultimo in cerca di aiuto sebbene, dopo che essa mette in pericolo l'Hazbin Hotel, Alastor decide di cacciarla. In originale è doppiata da Sarah Stiles[15] mentre in italiano da Barbara Castracane.
- Travis: un demone che qualche volta fa sesso a pagamento con Angel Dust nell'episodio pilota poiché quest'ultimo aveva un bisogno immediato di liquidità. Successivamente appare anche per le strade del girone dell'Ira in Helluva Boss ed è inoltre il regista di tutti i film pornografici dell'inferno. In originale è doppiato da Don Darryl Rivera mentre in italiano da Davide Lepore.
- Susan: vecchia demone cannibale scontrosa che risiede a Cannibal Town ed è fortemente disprezzata sia da Alastor che da Rosie. Inizialmente ostile verso Charlie finché quest'ultima non si esprime con il cuore e convinzione guadagnandosi il suo rispetto. In originale è doppiata da Kimiko Glenn[21] mentre in italiano da Anna Laviola.
- Porchetta (Fat Nuggets): il maialino demoniaco domestico di Angel Dust, regalatogli da Valentino. Passa tutto il suo tempo nella stanza del suo padrone, in attesa di consolarlo e farsi coccolare.
- KeeKee: il gatto demoniaco domestico di Charlie, capace di trasformarsi nelle chiavi dell'Hazbin Hotel. È affezionato alla sua padrona e anche a Lucifero e Sir Pentious.
- Razzle e Dazzle: due piccoli demoni capra che fanno da guardie del corpo a Charlie e capaci di trasformarsi in enormi draghi volanti. Alla fine della prima stagione, Dazzle viene ucciso da Lute mentre protegge Vaggie e quando l'hotel viene ricostruito viene eretta una statua in sua memoria posta all'ingresso.

### Abitanti del Paradiso
Gli abitanti del Paradiso si suddividono in varie categorie tra cui: i serafini, i cherubini, gli angeli originali nonché le autorità supreme che in principio plasmarono l'Universo, le anime virtuose (Virtuous) che un tempo erano mortali, e gli angeli esorcisti incaricati di sterminare i demoni. Sono più potenti delle anime dannate ed invulnerabili a tutto tranne all'acciaio angelico, di cui sono forgiate le loro stesse armi.
- Adamo (Adam) (stagione 1): il primo uomo, ex-marito di Lilith e poi di Eva, in seguito divenuto comandante degli angeli esorcisti. Principale antagonista della prima stagione e responsabile degli stermini all'Inferno, è un individuo estremamente arrogante, immaturo e volgare. Gode della sofferenza dei dannati e deride il progetto di Charlie di riscattare i demoni tramite l'Hazbin Hotel, ritenendo che siano incapaci di redimersi. Combatte facendo uso della sua chitarra che funge anche da ascia. Dopo aver saputo che uno dei suoi angeli viene ucciso nel corso di uno sterminio, anticipa il successivo di sei mesi iniziando l'attacco dall'Hazbin Hotel, dove affronta e mette in difficoltà sia Alastor che Charlie, per poi venire sopraffatto da Lucifero ed infine pugnalato alle spalle e ucciso da Niffty. In originale è doppiato da Alex Brightman[22] mentre in italiano da Gabriele Patriarca.
- Lute (stagione 1-in corso): la seconda in comando di Adamo, nonché la persona responsabile di aver cacciato Vaggie dalle schiere angeliche strappandole occhio e ali poiché disgustata dal suo atto di aver risparmiato un demone. Benché Adamo si rivolga a lei con parole insolenti, Lute gli è devota. Al termine della prima stagione ingaggia battaglia proprio con Vaggie, perdendo un braccio. Dopo la morte di Adamo, assume il comando degli esorcisti. In originale è doppiata da Jessica Vosk[14] mentre in italiano da Valentina Favazza.
- Emily (stagione 1-in corso): una giovane serafina e l'unico angelo che crede nell'idea di redenzione di Charlie. Nutriva una forte ammirazione e un rapporto materno nei confronti di Sera prima di scoprire che quest'ultima ha permesso gli stermini annuali dei dannati tenendoli nascosti al resto del Paradiso. Dopo averla conosciuta ed esserne diventata amica, giura a Charlie, prima che venga rispedita all'Inferno, di fare tutto il possibile per aiutarla. Quando Sir Pentious arriva in Paradiso, Emily mostra chiaramente la sua gioia nell'apprendere che la redenzione è possibile. In originale è doppiata da Shoba Narayan mentre in italiano da Emanuela Ionica.
- Sera (stagione 1-in corso): l'Alto Angelo Serafino, diretto superiore di Adamo, che ha acconsentito a malincuore agli stermini annuali operati da quest'ultimo e dagli angeli esorcisti, facendo però in modo che in tutto il Paradiso nessuno all'infuori di essi ne fosse al corrente. Durante il dibattito con Charlie sull'anima di Angel Dust la principessa dell'Inferno mette in dubbio che gli angeli non sappiano come si fa a "meritare" il Paradiso, Sera risponde che l'anima può accedervi solo quando supera il Giudizio Divino. Quando Emily scopre che ha autorizzato lo sterminio annuale resta molto delusa di lei, sebbene Sera dichiari di averlo fatto per "proteggerla" ed evitare che subisse la Caduta come successe a Lucifero. Quando Sir Pentious arriva in Paradiso, mostra evidente sgomento nel vedere che il demone ha superato il Giudizio Divino. In originale è doppiata da Patina Miller[14] mentre in italiano da Domitilla D'Amico.
- San Pietro: il gioviale ed amichevole angelo custode delle porte del Paradiso a cui permette l'accesso alle anime dei mortali, a patto che il loro nome sia trascritto nella lista da lui stesso custodita. In originale è doppiato da Darren Criss[14] mentre in italiano da Alex Polidori.

## Personaggi principali diHelluva Boss

### Blitzø
Blitzø Buckzo (la "o" del suo nome è muta per scelta) è il roboante e semi-competente leader e fondatore della I.M.P. (Immediate Murder Professionals), nonché protagonista della serie. Pansessuale e semianalfabeta, abile sia con il coltello che con la pistola, ha una grande e piuttosto ambigua passione per i cavalli e occasionalmente lavora anche come guardia del corpo. Ha una relazione altalenante col principe infernale Stolas, iniziata tramite vari favori sessuali estorti da quest'ultimo in cambio dell'utilizzo da parte della I.M.P. di un grimorio magico per viaggiare nel mondo dei mortali. In gioventù era un artista circense di scarso talento ma, dopo aver accidentalmente dato fuoco a una tenda, ucciso sua madre e sfigurato il suo migliore amico Fizzarolli, ha abbandonato il circo fondando la sua società di sicari. Il trauma, il senso di colpa e le insicurezze scaturite dall'incidente lo hanno portato a costruirsi una personalità eccessivamente sfacciata allontanando gli altri per paura di essere abbandonato, ma nonostante ciò dimostra una premura familiare per ciascuno dei suoi dipendenti: ha adottato Loona, un segugio infernale che considera sua figlia, e tende ad intromettersi nella vita privata di Millie e Moxxie; prova inoltre forti sentimenti per Stolas, sebbene non voglia ammetterlo quasi nemmeno a se stesso, e proprio a causa delle sue insicurezze e paure finisce per allontanarlo quando Stolas, liberandolo dal loro accordo cosicché possano stare assieme per quello che provano, cerca di fargli capire i suoi veri sentimenti e Blitzø assume che Stolas stesse giocando, salvo poi rigettare furiosamente i suoi pensieri sul principe asserendo che non avrebbe permesso a nessuno di giocare coi propri sentimenti, ferendolo inavvertitamente. Dopo la rottura del loro accordo Blitzø cerca di far tornare le cose come prima ma continua a non credere ai sentimenti di Stolas per lui per il fatto che è un principe, rivelando accidentalmente anche il fatto che Striker lo avesse cercato di uccidere al Festival nel Girone dell'Ira e non glielo abbia detto, anche se quest'ultimo sostiene che non lo ha mai guardato dall'alto in basso. Solo quando vedrà Stolas cantare al party di Halloween di Verosika, a cui partecipano i suoi ex a cui ha spezzato il cuore, capirà non solo che il Goetia è sincero riguardo all'amore che prova ma anche che nel profondo anche lui prova lo stesso e avendo capito quando è stato insensibile non solo con Stolas e Verosika ma anche con i suoi ex, su consiglio della succube decide di lasciar andare Stolas perchè possa essere felice con qualcuno che si merita e sfoga la sua tristezza lavorando tanto ma anche svuotando il budget della sua agenzia. Quando lui e il resto dell'agenzia vengono arrestati, pur di non fare ancora del male ai suoi amici e a sua figlia, si prende la colpa di tutto chiedendo che vengano risparmiati, ma non prima di essersi fatto sentire da Satana e i Goetia per la posizione in cui secondo lui loro hanno imposto a quelli della sua specie. Il suo atto di coraggio nell'essersi imposto al sovrano degli imp ha una ripercussione positiva sulla sua azienda, facendolo diventare un eroe agli occhi di tutti. Resosi conto dello stato in cui si trova Stolas dopo il suo sacrificio e la perdita dei suoi poteri e del suo titolo e capito quanto sinceramene tenga a lui, decide di accoglierlo in casa sua per prendersene cura. Poco tempo dopo che lui e Stolas hanno iniziato a vivere insieme, cercherà di stargli il più vicino possibile e tirarlo su di morale coinvolgendolo anche nel suo lavoro, come addetto alla reception, e gli salverà la vita dal suo ex cognato, mostrando quanto ora il suo amore per Stolas sia lampante. Cercherà anche di consolare uno Stolas affranto per essere stato rifiutato dalla propria figlia. 
In originale è doppiato da Brandon Rogers, Michael Romeo Ruocco (solo per il canto nella prima stagione) e Mason Blomberg (da bambino).

### Moxxie
Moxxie Knolastname è il responsabile e mite esperto d'armi da fuoco della I.M.P. e il marito di Millie, a cui è molto fedele. Acculturato, razionale e amante dei musical e degli abiti femminili, soffre spesso d'ansia e di complessi di inferiorità, inoltre si fa parecchi scrupoli a uccidere innocenti quando non è necessario. Viene costantemente preso in giro da Blitzø ed è infastidito dall'immaturità di quest'ultimo, che non perde occasione di intromettersi nella vita sua e di sua moglie, ma cerca sempre di fare comunque colpo su di lui al lavoro. Moxxie è bisessuale ed è cresciuto in una famiglia criminale nel girone dell'Avidità, anche se originario di quello dell'Ira, che ha però lasciato dopo che il suo ex-fidanzato lo ha abbandonato nel corso di una rapina; in prigione ha incontrato Blitzø, assieme al quale è evaso e con cui ha iniziato a lavorare.
In originale è doppiato da Richard Steven Horvitz.

### Millie
Mildred "Millie" Knolastname è un'eccezionale combattente e l'assassina di punta della I.M.P., specializzata in armi bianche, nonché la moglie di Moxxie. È originaria del girone dell'Ira, dove i suoi genitori e sua sorella maggiore Sallie May gestiscono un ranch. È molto estroversa, chiacchierona e, nonostante l'indole volgare e l'amore per la violenza, ha un carattere fondamentalmente affettuoso, amichevole, solare e sensibile. È molto innamorata del marito, verso cui è incredibilmente protettiva, cadendo in preda alla rabbia ogni qualvolta questi sia in pericolo. A differenza di Moxxie, Millie non è infastidita dall'intromissione di Blitzø nella loro vita privata, anche se comunque si preoccupa spesso per lui, e lo considera il suo migliore amico. Prima di entrare alla I.M.P., Millie lavorava da sola come freelance e nonostante apparisse sicura di se, in realtà nascondeva una profonda insicurezza convita che gli imp come lei fossero solo muscoli e nient'altro ma Blitzø le ha fatto capire quanto fosse eccezionale. Il giorno di Sinmas, Millie scopre di essere incinta, ma informerà soltanto sua sorella, lasciando suo marito all'oscuro.
In originale è doppiata da Vivian Nixon.

### Loona
Loona è un segugio infernale con le fattezze di una lupa antropomorfa che lavora come receptionist e segretaria alla I.M.P., anche se passa tutto il suo tempo a guardare il cellulare o leggere riviste. Ha problemi comportamentali e scatti d'ira, motivo per il quale è rimasta nel sistema d'adozione per anni fino a quando Blitzø l'ha adottata. Caratterialmente cinica e scostante, in genere si comporta in modo apatico e scortese con tutti, in particolare Moxxie, che la rimprovera spesso per il suo atteggiamento a lavoro, e il padre adottivo, che generalmente si rifiuta di chiamare "papà" ma verso il quale nutre in realtà un profondo affetto, manifestandogli spesso il lato più tenero del suo carattere. Ha parecchie difficoltà a farsi degli amici, ma durante la serie sviluppa una cotta per il segugio infernale Vortex, una solida amicizia con la Regina del Girone della Gola Bee e un legame fraterno con Octavia. Durante il processo alla I.M.P., il tentato sacrificio di Blitzø per salvare lei e gli altri la ammorbidisce e da quel momento sarà più gentile con il suo padre adottivo. Ha la fobia degli aghi ed è l'unica all'I.M.P. capace di camuffarsi da umana e anche di trasformarsi nella sua forma animale di segugio.
In originale è doppiata da Erica Lindbeck.

### Stolas
Stolas Goetia è un ricco e potente principe dell'Inferno dalle fattezze di gufo, intelligente e dai gusti raffinati e segretamente peccaminosi, ma infelice e spesso depresso. Ha una relazione complicata con Blitzø, che conobbe quando era bambino e al quale ha concesso l'utilizzo del suo grimorio per viaggiare nel mondo degli umani in cambio di favori sessuali, finendo per innamorarsene. Dal matrimonio forzato con la moglie Stella ha avuto una figlia, Octavia, che ama al punto da mettere la sua felicità sopra a qualsiasi cosa, tanto da rimandare per anni il divorzio pur di non turbarla. Nel corso della serie, il rapporto tra Stolas e Blitzø, inizialmente solo "professionale", diventa sempre più sfumato al punto da mostrare, da parte di entrambi, visibile interesse l'un per l'altro: questo interesse però non esce mai dall'ambiguità a causa dei vari problemi personali di entrambi. Così, nella speranza che l'imp ricambi i suoi sentimenti e per liberarlo dal fardello del loro accordo, Stolas riesce a fare in modo che Blitzø passi ufficialmente sotto la giurisdizione di Asmodeus, i cui sottoposti possono liberamente entrare nel mondo umano; tuttavia l'imp non lo prende seriamente e Stolas, rammaricato, lo congeda bruscamente, facendo infuriare un confuso Blitzø che nell'enfasi del momento finisce per insultarlo pesantemente, spezzandogli il cuore. Dopo la rottura inizia a ignorare le chiamate e i messaggi di Blitzø e anche se cerca di fargli capire che lui non si è mai considerato migliore di lui l'imp non sembra credergli, facendo ancora crescere in lui un profondo senso di solitudine; quando viene invitato all'annuale party di Halloween organizzato da Verosika, come ospite d'onore essendo il più recente ex di Blitzø, si esibisce in un assolo in cui parla del suo amore per l'imp nonostante lo faccia soffrire. Completamente ubriaco rivela a Blitzø, che si è presentato mascherato alla festa per "scusarsi" con i suoi ex, come si sente e cosa vorrebbe davvero ma non fa in tempo a sentire ciò che l'imp vuole dirgli perchè un'affascinate demone lo invita a ballare facendogli provare gioia dopo molto tempo, senza sapere che Blitzø ha lasciato il party dopo averlo visto intrattenersi con un altro. Quando Blitzø viene accusato di aver abusato di lui, di avergli rubato il Grimorio e aver tentato di farlo assassinare, per proteggerlo si espone in prima persona prendendosi la colpa di tutto; sebbene la sua vita venga risparmiata in quanto reale, Satana lo priva del suo status e dei suoi poteri per un secolo e tutto quello che possiede viene trasferito a suo cognato Andrealphus, così come la custodia di sua figlia. Non avendo più niente, Blitzø decide di ospitarlo e prendersi cura di lui mentre è in uno stato di depressione, dovuto dalla lontananza da sua figlia. Quando Andrealphus rischia di ucciderlo con i suoi poteri e Blitzø lo salverà, si renderà conto di quanto lo ami, ma Octavia, ferita e delusa, gli volterà le spalle dopo averlo accusato di non averla mai veramente amata a causa degli antidepressivi che prendeva quando viveva con lei e Stella. Tutto questo gli causerà un forte dolore, che Blitzø cercherà di alleviargli.
In originale è doppiato da Bryce Pinkham (inizialmente da Brock Baker) e Leander Lewis (da bambino).

### Fizzarolli
Fizzarolli, o solo "Fizz", è un celebre clown che si esibisce al club di Asmodeus, con cui è fidanzato. Da piccolo lavorava nello stesso circo di Blitzø ed era il suo migliore amico ma a seguito di un fatale incidente, questi scatenò un incendio nel quale Fizz è rimasto sfigurato e mutilato di arti e corna (che nasconde col copricapo). Dopo aver incontrato Asmodeus, che gli ha procurato degli arti prostetici estensibili, ha iniziato una relazione con lui e ha cominciato a lavorare per il suo idolo Mammon, diventando una celebrità, pur venendo sfruttato incessantemente. Ha anche maturato un forte astio per Blitzø, con cui però si riconcilia dopo che questi si scusa per l'accaduto; inoltre, grazie al sostegno dell'amico e di Ozzie, trova anche la forza per ribellarsi a Mammon e ritirarsi. Dopo il suo ritiro dalle scene, Fizz sembra essere dedito a tempo pieno ad aiutare Asmodeus con la sua azienda di giocattoli sessuali accessori, infatti mostra a Blitzø un cavou in cui vi sono diverse linee di prototipi. Durante il processo di Blitzø lo si vede mandare i messaggi a Ozzie affinché faccia qualcosa per aiutare il suo amico, non ricevendo risposta. Conosce il linguaggio dei segni.
In originale è doppiato da Alex Brightman e Remy Edgerly (da bambino).

## Personaggi ricorrenti diHelluva Boss

### Sette Peccati Capitali
I Sette Peccati Capitali sono gli esseri più in alto nella gerarchia dell'Inferno dopo la Famiglia Reale, eccezion fatta per lo stesso Lucifero, che oltre ad essere il sovrano infernale rappresenta il Peccato della Superbia. Ciascuno di loro governa uno dei sette gironi dell'inferno, uno per ogni peccato corrispondente. 
- Satana (Satan): il "Peccato dell'Ira", con le fattezze di un imponente drago antropomorfo[31]. È il progenitore degli Imp, che lo venerano come una divinità, nonché il fondatore e proprietario di una catena di palestre del Girone dell'Ira. Condivide un rapporto molto intimo con Beelzebub e dice di essere stato il sovrano dell'Inferno prima della caduta di Lucifero anche se in realtà mente[32]. Poiché Lucifero si è ritirato dalla politica dell'Inferno è diventato un leader per gli altri Peccati nonché l'incaricato di giudicare e punire chi infrange le leggi infernali. Ha un carattere duro e impulsivo tanto da essere sempre accompagnato da un terapista che lo aiuta nella gestione della rabbia ma in alcuni casi sa essere comunque calmo. In originale è doppiato da Patrick Page.
- Beelzebub, detta "Queen Bee": il "Peccato della Gola", con l'aspetto di un ibrido ape-volpe antropomorfa. Fondatrice e proprietaria di un'azienda di bevande e generi alimentari, Bee è una festaiola socievole e solare, che si preoccupa molto del benessere del suo prossimo e di non ferire i sentimenti altrui; inoltre, grazie ai suoi poteri empatici è capace di capire se una persona è davvero felice o meno. Ama organizzare feste ed è molto benvoluta da tutti gli abitanti del girone che governa. È la fidanzata di Vortex e diventa amica di Loona dopo che questi gliela presenta. Sembra avere un grande rapporto di amicizia con Asmodeus e durante il processo a Blitzø loro due sono gli unici a credere alla sua innocenza. In originale è doppiata da Kesha Sebert (dialoghi) e Rochelle Diamante (canto).
- Mammon, detto "Mam": il "Peccato dell'Avarizia", con l'aspetto di un aracnide obeso dalle fattezze giullaresche. Fondatore e proprietario del parco divertimenti Loo Loo Land oltre che di tutte le banche dell'inferno, si definisce un amico intimo di Lucifero anche se in realtà tra i due non scorra buon sangue a causa della rivalità tra i loro parchi e parla con un marcato accento australiano. È sessista, materialista e approfittatore. È l'artefice della fama di Fizzarolli, ma lo sfruttava per il guadagno e si preoccupa solo di mantenere la propria immagine senza considerare il benessere dei propri dipendenti. Lui e Asmodeus si conoscono sin dalla nascita dell'Inferno e hanno sempre avuto un pessimo rapporto e ha una cotta ricambiata per Leviathan anche se la testa destra di quest'ultima lo odia. In originale è doppiato da Michael Cusack.
- Asmodeus, detto "Ozzie": il "Peccato della Lussuria", con l'aspetto di un enorme gallo fiammeggiante con tre facce. È il fondatore e proprietario di una fabbrica che produce sex toy, nonché del popolarissimo e rinomato night club Ozzie's, che gestisce assieme a Fizzarolli, con cui ha da anni una relazione segreta. Nonostante la sua posizione sociale elevata, è un individuo umile, tranquillo e socievole e inizialmente non voleva far sapere di provare sentimenti d'amore per Fizzarolli per non rovinarsi la reputazione di persona insensibile ma successivamente ha ammesso pubblicamente di amarlo per impedire a Mammon di continuare a ferirlo. Lui e quest'ultimo si conoscono fin dalla nascita dell'inferno e hanno sempre avuto un pessimo rapporto, tanto che Asmodeus lo definisce spesso "un completo idiota". Prende molto sul serio il suo lavoro e crede che la lussuria e l'amore siano un'arte che deve essere consenziente e goduta reciprocamente e per questo oppone fermamente all'idea di pozioni d'amore. È un buon amico di Stolas e durante il processo a Blitzø lui, Bee e Vassago sono gli unici ad essere a favore della sua innocenza ma non potendo fare nulla resta inerme anche davanti ai messaggi di Fizzarolli che gli chiede di aiutare il suo amico lasciandolo deluso di non poter fare niente. In originale è doppiato da James Monroe Iglehart.
- Leviathan, detta "Levy": il "Peccato dell'Invidia", è un demone bicefalo col corpo di due colori differenti; blu scuro a destra, dove il capo richiama una murena, e bianco a sinistra, dove ha fattezze più umanoidi. È la progenitrice dei demoni infestanti, nutre una forte invidia nei confronti degli altri peccati ed è la creatrice dell'app "Envy" (parodia di TikTok). Mammon sembra avere interesse nei suoi confronti, ma, mentre la testa di sinistra sembra apprezzare, quella di destra non sembra ricambiarlo.
- Belphegor, detta "Bel": il "Peccato dell'Accidia", con l'aspetto di una pecora rosa antropomorfa il cui lungo collo è sormontato da cinque occhi addizionali. È la progenitrice dei demoni caprini noti come bafometti, nonché fondatrice e proprietaria di un'azienda che produce sonniferi, farmaci e pasticche. Ha un brutto rapporto con Beelzebub, di cui rappresenta l'esatto opposto caratteriale essendo pigra e scansafatiche.

### Ars Goetia
La famiglia Goetia, o Ars Goetia, è una potente e ricca casata di principi infernali legati ad Asmodeus. Rappresentano l'aristocrazia dell'Inferno, detenendo potere, ricchezza e prestigio ben al di sopra di qualsiasi anima mortale o degli altri abitanti dell'Inferno, esclusi i sette peccati e la famiglia reale. A ogni Goetia viene assegnato un dominio importante da supervisionare, e sono considerati di gran lunga superiori a qualsiasi classe inferiore dell'Inferno.
- Paimon Goetia: re e capofamiglia del casato nonché padre di Stolas e braccio destro di Lucifero. Altezzoso, egocentrico e classista, si dimostra indifferente nei confronti del figlio al punto da scordare perfino il suo nome, adducendo come scusa che ne ha molti. Nonostante ciò cerca comunque, a suo modo, di essere un buon padre comprando Blitzø pur di far sentire Stolas meno solo e regalando al figlio il grimorio con cui può aprire i portali verso il mondo umano ed è il responsabile del matrimonio di Stolas con Stella. Generalmente non vede di buon occhio chiunque appartenga a una classe sociale inferiore anche se non li disprezza completamente. In originale è doppiato da Jonathan Freeman.
- Octavia "Via" Goetia: la figlia diciassettenne di Stolas, molto legata al padre e profondamente addolorata dalla sua difficile situazione familiare, cosa che l'ha resa distaccata e cinica. A causa dei disagi causati dalla tresca tra Stolas e Blitzø, pensa che suo padre non le voglia più bene e che possa lasciarla per fuggire con l'imp, che detesta apertamente. A causa di questi timori decide di rubare il grimorio di Stolas e andare sulla Terra per fuggire dai litigi dei genitori e vedere uno sciame di meteore, del quale suo padre gli raccontava spesso quand'era più piccola; verrà poi rintracciata da Loona, andata sulla Terra assieme a Stolas e alla I.M.P., la quale le racconta che suo padre sia lì e la stia cercando, e le fa capire che suo padre la ama ancora nonostante stia passando un brutto periodo, facendo ritorno. Dopo che suo zio e sua madre ottengono la sua custodia, loro le impediscono di parlare con suo padre e dopo aver trovato i suoi antidepressivi, si convince che lui non l'abbia mai veramente amata, ma abbia trascorso gli ultimi anni infelici a causa sua, così anche se impedisce a suo zio di fargli del male, mostrando quanto i suoi poteri magici siano forti abbastanza da contrastare quelli di suo zio, decide di restare con lui e sua madre, lasciando Stolas distrutto dal dolore. Suona la chitarra (regalatale da Stolas), è appassionata di astronomia e da piccola aveva paura di Fizzarolli.[33] In originale è doppiata da Barrett Wilbert Weed e Juliana Sada (da bambina).
- Stella: una demone civetta vanitosa, superficiale, autoritaria e snob, interessata principalmente a mantenere lo status di nobile. Sposata con Stolas tramite un matrimonio combinato dalle rispettive famiglie, passava le giornate deridendo, maltrattando ed abusando continuamente il marito per divertimento. Disprezza chiunque appartenga a una classe sociale inferiore e dopo che Stolas la tradisce con un imp e divorzia da lei, tenta addirittura di farlo assassinare ma come gli fa notare suo fratello, se Stolas morisse lei non avrebbe nulla, così è costretta a risparmiarlo temporaneamente. Lei e Octavia si parlano poco anche se le due passano sempre i fine settimana insieme. In originale è doppiata da Georgina Leahy.
- Andrealphus: un demone pavone, fratello maggiore di Stella, ex-cognato di Stolas e zio di Octavia. Ancora più snob della sorella, possiede enormi poteri criocinetici e a differenza di Stella è indifferente verso i demoni di rango inferiore ma non si fa problemi a deriderli quando ne ha l'occasione. Sebbene sia favorevole all'eliminazione di suo cognato da parte di sua sorella pensa che sarebbe meglio trovare un modo per impossessarsi legalmente delle sue ricchezze e le sue legioni prima di ucciderlo, poichè con la sua dipartita la sua eredità andrebbe a Octavia, che è la sua erede, mentre a Stella non andrebbe nulla. Quando Stolas viene privato del suo potere e del suo titolo, tutte le sue ricchezze vengono trasferite a lui fino a quando Octavia non sarà grande abbastanza per poter prendere possesso. In originale è doppiato da Jason LaShea.
- Vassago: un demone pappagallo vestito di rosso che indossa dei vistosi occhiali gialli. Il suo design appare brevemente nell'episodio pilota di Hazbin Hotel come esponente dei Signori Supremi. Durante il processo della I.M.P. presieduto da Satana, è uno tra i pochi (insieme ad Asmodeus e Belzebuub) a volere un giusto processo e a mettere in discussione il motivo per cui Stolas non è lì a testimoniare sul presunto crimine di Blitzo, mostrando inoltre un profondo disprezzo per Andrealphus. Ha la particolarità di inserire frasi in spagnolo nei suoi discorsi. In originale è doppiato da Harvey Guillén.

### Abitanti dell'Inferno
In Helluva Boss la maggior parte dei personaggi ricorrenti sono nativi dell'Inferno, dato che l'ambientazione varia tra i sette gironi che lo compongono, mentre i dannati, che un tempo erano umani, sono confinati nel primo.
- Mrs. Mayberry: un'insegnante che, scoprendo il tradimento del marito, lo uccide insieme all'amante e poi si suicida. Finita all'Inferno, scopre che l'amante del marito è ancora in vita, sicchè si rivolge alla I.M.P. per farla uccidere. Ironicamente tuttavia, dopo che anche quest'ultima muore e diventa un'anima dannata, le due iniziano una relazione sentimentale. In originale è doppiata da Mara Wilson.[35]
- Martha: la donna con cui il marito della signora Mayberry l'ha tradita. Quest'ultima tenta di ucciderla ma essa sopravvive, portando la donna ad assoldare la I.M.P.; in pubblico lei e la sua famiglia si passano per persone normali, equilibrate e felici, ma in realtà sono degli assassini e dei cannibali sociopatici. Viene assassinata da Moxxie per salvare Millie e Blitzø il quale terrà poi il suo occhio come souvenir. Una volta finita all'Inferno ironicamente inizia una relazione sentimentale proprio con la Mayberry. In originale è doppiata da Jinkx Monsoon.[27]
- Wally Wackford: imp inventore a capo di una società di sviluppo tecnologico, di una sala giochi, e che non nasconde il fatto di sfruttare i suoi dipendenti. Assume Goopty e Lipton dopo che entrambi finiscono all'Inferno. Era un fan di Mammon, lo si vede assistere sia allo spettacolo, a cui andarono pure Blitzø e Fizzarolli, sia all'annuale competizione per clown organizzata dallo stesso Mammon. Per lui ogni occasione è buona per guadagnare, infatti al party "party-anti-Blitzø" organizzato da Verosika lo si vede vedere souvenir e altri gadget a tema. In originale è doppiato da Don Darryl Rivera.[36]
- Loppy Goopty e Lyle Lipton: due inventori che hanno inventato una macchina per invertire l'invecchiamento sperimentandola su loro stessi, tuttavia un errore nel meccanismo finisce invece per accelerarlo provocando la morte di Goopty che, finito all'Inferno, assume la I.M.P. per assassinare il socio sopravvissuto affinché non si impossessi del loro intero patrimonio. Lyle intanto tenta di suicidarsi poiché depresso di essere invecchiato, trovandosi in uno scontro tra I.M.P. e C.H.E.R.U.B., che finisce indirettamente per ucciderlo. Riunitosi col socio all'Inferno, trova lavoro assieme a lui presso Wally Wackford. In originale sono doppiati da Brandon Rogers (Goopty) e Michael James Ruocco (Lypton).
- Verosika Mayday: una succube popstar estremamente famosa nonché ex-fidanzata di Blitzø. La loro relazione è finita drammaticamente dopo che l'imp le ha rubato la carta di credito abbandonandola in un motel per poi usare i suoi soldi per scommettere all'ippodromo, cosa che si è tradotta in un viscerale e profondo disprezzo reciproco. Sembra avesse dei problemi con l'alcol, motivo per cui ha dovuto frequentare un centro per disintossicarsi dove ha conosciuto Barbie, la sorella di Blitzø. Viene in seguito rivelato che la rottura con l'imp è avvenuta dopo che Verosika gli aveva confessato per la prima volta di amarlo; da allora organizza ogni anno un "party-anti-Blitzø" rivolto a tutti i suoi ex per aiutare chi ha subito il suo stesso dolore a superarlo ma, nonostante ciò, dimostra di tenere ancora a Blitzø, tanto da dargli dei consigli su come cambiare e accettare la rottura con Stolas, e rimanendo sconvolta di fronte alla condanna a morte dell'ex da parte delle autorità infernali. In originale è doppiata da Cristina Vee.
- Vortex, detto "Tex": un grosso segugio infernale e guardia del corpo di Verosika. Nonostante le apparenze è un individuo gentile e socievole che diventa immediatamente amico di Loona e la presenta alla sua fidanzata Beelzebub per farla entrare nel suo circolo e permetterle di farsi degli amici, ignaro che Loona abbia una cotta per lui. Al "party-anti-Blitzø" lui e Verosika fanno da coro durante la canzone cantata da Stolas sul suo amore per l'imp.[28] In originale è doppiato da James Monroe Iglehart.
- Joe e Lin: il padre e la madre di Sallie May e Millie che gestiscono un ranch nel Girone dell'Ira, verso i quali sono iperprotettivi; pur condividendo un ottimo rapporto con le loro figlie, nutrono invece una forte animosità nei confronti di Moxxie, che ritengono "un debole". Tuttavia sembrano cambiare idea dopo che questi soccorre la figlia da Striker. In originale sono doppiati da Edward Bosco (Joe) e Su Jan Chase (Lin).
- Sallie May: la sorella transessuale di Millie.[37] Le due condividono un'accesa rivalità, tanto da stuzzicarsi a vicenda ogni volta che si vedono o che ne hanno l'occasione, ma in fondo sono molto legate. Quando questa va trovare Millie per passare un pò di tempo insieme gli confessa di sentire la sua mancanza da quando ha lasciato il Girone dell'Ira, allora Millie la invita a venirla a trovare più spesso. Come il resto della famiglia, non ha una grande stima del cognato Moxxie. Sarà la prima a sapere che sua sorella è incinta, avendola chiamata per chiederle consiglio. In originale è doppiata da Morgana Ignis.[38]
- Striker: un ibrido imp-demone serpente che veste da cowboy; è il sicario assoldato da Stella per uccidere Stolas, che inizialmente tenta di assassinare spacciandosi per un bracciante assunto alla fattoria di Joe e Lin. Dopo essere stato scoperto e messo in fuga dagli I.M.P., rapisce il principe infernale e lo porta nel suo covo per torturarlo, ferendolo gravemente ma venendo fermato da Millie e Moxxie per poi essere richiamato dal suo incarico dai suoi stessi committenti. In seguito si allea con Crimson per vendicarsi di Blitzø catturando lui e Fizz, che tuttavia riescono a fuggire dandogli fuoco e costringendolo a ritirarsi. Torna durante il processo alla I.M.P. dove si presenta come testimone scaricando su Blitzø la colpa di essere lui il sicario che ha tentato di uccidere Stolas. Nutre un profondo odio per la nobiltà infernale, probabilmente per un'esperienza vissuta in gioventù; è un eccellente pistolero (armato di proiettili benedetti) e anche molto abile con il lazo. In originale è doppiato da Norman Reedus (prima stagione) e Edward Bosco (dalla seconda in poi).
- Crimson: il padre di Moxxie e leader del più temuto gruppo criminale del Girone dell'Avarizia. È fisicamente identico a Moxxie, che ne è terrorizzato ma egli trova il coraggio di affrontarlo solo dopo che questi minaccia sua moglie. Successivamente assolda Striker per vendicarsi della I.M.P., catturando Blitzø e Fizz, che però riescono a fuggire, facendogli crollare addosso il magazzino in cui li aveva rinchiusi e seppellendolo vivo con la sua gang. In originale è doppiato da Richard Steven Horvitz.
- Chazwick "Chaz" Thurman: un demone squalo sessuomane sottoposto di Crimson che, in passato, ha avuto una relazione sia con Moxxie che con Millie. Dopo aver fatto credere a Crimson di essere diventato ricco, lo convince a dargli in sposo Moxxie per farlo entrare nella famiglia, tuttavia Millie salva il marito rivelando l'inganno di Chaz, motivo per il quale Crimson gli strappa i denti e li tiene alla parete come trofeo. In originale è doppiato da Eric Schwartz.
- Cash Buckzo: il manipolativo ed avido padre di Blitzø, proprietario e direttore del circo in cui suo figlio e Fizzarolli lavoravano da piccoli; avendo un occhio di riguardo per il secondo a causa della sua fama tra il pubblico, è indifferente nei confronti del figlio e non si fa scrupoli a venderlo a Paimon per pochi soldi o a costringerlo a rubare ai Goetia, con la scusa di usare il ricavato per ampliare il circo e aiutare sua madre, mettendolo in pericolo. Dopo l'incendio al circo e la morte della moglie causati accidentalmente da Blitzø, non permetterà a quest'ultimo di riconciliarsi con Fizzarolli, facendogli credere che non vuole vederlo e non dicendo a Fizzarolli che il suo amico lo cercava portando i due alla rottura del loro rapporto che è durata quindici anni. In originale è doppiato da Jonathan Freeman.
- Barbie Wire: la sorella gemella maggiore di Blitzø, che lavorava come acrobata nel circo assieme a lui fino a quando quest'ultimo inavvertitamente uccise la madre in un incendio, iniziando ad odiarlo e chiudendo i rapporti con lui. Il trauma l'ha indurita fortemente nei confronti della vita, portandola a sviluppare un carattere molto forte (molto simile a quello di suo fratello) ma anche tendenze masochiste e tossicodipendenza. A differenza di Blitzø, è capace di assumere forma umana per camuffarsi ed è dotata di un bracciale con un Cristallo di Asmodeus per viaggiare tra la Terra e l'Inferno, ma non si sa se lo abbia acquistato o rubato. In originale è doppiata da Jinhee Joung.
- Glitz e Glam: due gemelle clown performer note come "Glam Sisters", competono contro Fizzarolli al concorso di Mammon dimostrandosi delle intrattenitrici brave quanto lo stesso Fizzarolli, riuscendo a vincere in quanto nella sua esibizione il loro avversario si ritira dalle scene devastando il palco. In originale sono doppiate da Faye Mata (dialoghi e canto di Glitz) e Allison Kaplan (canto di Glam).
- Jesse: un imp alato che lavora come buttafuori da Ozzie's. Molto ligio alle regole del club, a cui possono accedere solo coppie su prenotazione, non esita a sbattere fuori Blitzø quando quest'ultimo cerca di intrufolarsi senza accompagnatore per poi essere costretto a riaccettarlo quando si presenta in compagnia di Stolas. Quando Blitzø fa il "tour delle scuse" passa a lasciargli un mazzo di fiori per scusarsi con lui. In originale è doppiato da Edward Bosco.
- Better than Blitzø: Succube che Stolas incontra alla festa di Halloween di Verosika Mayday. Chiede a Stolas di ballare suscitando immediata gelosia nei confronti di Blitzø. In originale è doppiato da Abe Goldfarb.
- Emberlynn Pinkle: una ragazza otaku attratta da tutto ciò che è demoniaco e mostruoso, compreso Blitzø. Si lascia uccidere da lui, per aver fatto arrabbiare qualcuno online per un commento che ha scritto e non è piaciuto, e quando finisce all'Inferno, assumendo l'aspetto di una gattina rosa e bianca, inizia a perseguitare Blitzø diventando la sua stalker. In originale è doppiata da Monica Franco.
- Rolando: è un demone infestante proveniente dal Girone dell'Invidia di mezza età, proprietario di un hotel nel mondo umano, responsabile dell'uccisione dei suoi ospiti, compresa una chiromante che aveva chiesto alla I.M.P. di ucciderlo. É in grado di assumere sembianze umane e possedere i corpi altrui, tormentandoli psicologicamente. Dopo che assume il controllo di Blitzø questi, con l'aiuto di Millie, riesce a tornare in sé, gettarlo in una piscina con un apparecchio acchiappa-fantasmi e uccidendolo per elettrocuzione. In originale è doppiato da John Waters.
- Yogirt: è un demone ibrido incubo-bafometto terapista di Satana, il quale non manca spesso di usarlo come oggetto di sfogo ma in ogni modo Yogirt riesce a placare la sua rabbia. In originale è doppiato da Jack Plotnick.

### Abitanti del Paradiso
- C.H.E.R.U.B.: una ditta di cherubini col compito di salvare le anime dei mortali;[39] tre dei loro agenti finiscono per competere sull'anima mortale di Lyle Lipton, causandone inavvertitamente la morte e venendo esiliati sulla Terra. Caduti in disgrazia, si alleano con la D.H.O.R.K.S. per vendicarsi della I.M.P. e vengono mandati all'Inferno con un portale tecnologico, subendo tuttavia un'altra sconfitta per poi venire rispediti sulla Terra. 
  - Cletus: leader del gruppo, è un putto coi capelli rossi e una salopette. È scontroso e irascibile ed è molto avverso agli I.M.P.. Durante la missione all'Inferno gli viene fornito un esoscheletro con le sembianze di Blitzø. In originale è doppiato da Don Darryl Rivera.
  - Collin: cherubino agnello azzurro; gentile e posato, è il solo nel trio a ritenere che gli I.M.P. facciano solo il loro lavoro. Durante la missione all'Inferno gli viene fornito un esoscheletro con le sembianze di Moxxie. In originale è doppiato da Jayden Libran.
  - Keenie: cherubino pecora gialla; non nutre simpatia per gli I.M.P. anche se generalmente rimane neutrale nei loro confronti. Durante la missione all'Inferno gli viene fornito un esoscheletro con le sembianze di Millie. In originale è doppiata da Vivienne Medrano.
- Deerie: un cherubino irriverente con le fattezze di un cervo che vieta ai tre C.H.E.R.U.B. di rientrare in Paradiso dopo che questi uccidono accidentalmente Lyle Lipton. In originale è doppiata da Vivienne Medrano.

### Umani
- l'Agente Uno (Agent One) e l'Agente Due (Agent Two): coppia di agenti a capo dell'organizzazione segreta D.H.O.R.K.S., dedita a investigare e cacciare le apparizioni demoniache. Catturano Blitzø e Moxxie con l'intento di studiarli, ma i loro piani vengono ostacolati dall'intervento di Millie, Loona e Stolas, che li liberano per poi tornare all'Inferno. Nonostante le perdite subite durante l'attacco riescono a riprendere i demoni, convincendo così il governo a quadruplicargli il budget. Successivamente si alleano con i decaduti C.H.E.R.U.B., che inizialmente credono essere alleati della I.M.P. per poi crederli Esorcisti su loro stessa ammissione, per vendicarsi della I.M.P. e li mandano all'Inferno con un portale di loro creazione, ma i tre vengono facilmente sconfitti e rispediti indietro. Successivamente, vanno in Messico, dove incontrano Gerardo, che aveva messo all'asta Blitzø spacciandolo per un chupacabra. Cercano di convincerlo a venderlo, ma inavvertitamente l'Agente Uno insulta una delle sue capre, finendo per litigare con lui e venendo poi attaccati entrambi dalle capre, guidate da una alleata con Blitzø, costringendoli alla fuga. In originale sono doppiati da Michael Romeo Ruocco (One) e Erica Luttrell (Two).
- Ralphie: il marito di Martha, con la quale ha una figlia e un figlio. Dopo aver scoperto che l'intera famiglia è composta da cannibali, Moxxie chiama la polizia per farli arrestare, provocando tuttavia una sparatoria nel corso della quale vengono fatti saltare in aria con la loro casa. In originale è doppiato da Maxwell Atoms.[40]
- Gerardo Velazquez: un allevatore di capre messicano che avrebbe dovuto essere assassinato dalla I.M.P. ma, appena li vede riesce a catturare Blitzø e metterlo all'asta per 100 pesos, spacciandolo per un chupacabra. I due agenti della D.H.O.R.K.S., riconoscendo l'imp, tentano di convincerlo a venderlo, ma Gerardo si infuria dopo che l'Agente Uno insulta inavvertitamente una delle sue capre. In seguito muore schiacciato del crollo di un mulino a vento provocato dalla pistola di Blitzø. In originale è doppiato da Jorge R. Gutierrez.
- Frank McTickly Wrigglers: un intrattenitore di bambini dal carattere dolce, educato, paziente e ingenuo, simile a Ned Flanders. Quando Blitzø e Loona vengono inviati sulla Terra per ucciderlo, Frank riesce a toccare il cuore di Loona, chiedendole di salutare i suoi figli adottivi prima di morire. Seduto su una panchina con lei, la ringrazia per il tempo passato insieme e la incoraggia ad accettarsi per ciò che è. Loona, commossa, rivela il suo vero aspetto di segugio infernale, terrorizzando Frank. In quel momento, Blitzø lo uccide spaccandogli la testa con un mattone. In originale è doppiato da Jack Plotnick.[41]